# Keureuseng
Keureuseng is een bestuurslaag in het regentschap Aceh Barat van de provincie Atjeh, Indonesië. Keureuseng telt 328 inwoners (volkstelling 2010).